# Рональд Райт
Рональд Райт (англ. Ronald Wright; 26 листопада 1971, Вашингтон (округ Колумбія), Округ Колумбія, США) — американський професійний боксер, чемпіон світу в першій середній вазі (версія WBO, 1996-1998; версія IBF, 2001—2004; версія WBC, 2004; версія WBA, 2004). Також відомий як Вінкі Райт.

## Професіональна кар'єра
Дебютував у жовтні 1988 року. Виступав у першій середній вазі. На початку кар'єри (з 1990 по 1999 роки) їздив по всьому світу, тому що не мав інтересу з боку глядачів. Це пояснюється невидовищним стилем — технічний бокс з постійним джебом і відсутність удару, що нокаутує.
21 серпня 1994 року вийшов на чемпіонський бій проти володаря титулу за версією WBA у першій середній вазі Хуліо Сезара Васкеса. То був дивний бій. Васкес 5 разів посилав Райта в нокдаун, але великої переваги у бою не мав. Тим не менш, за рахунок знятих балів за падіння Райт програв.
17 травня 1996 року Райт вийшов на бій проти чемпіона в першій середній вазі за версією WBO Бронко Маккарта. Райт переміг розділеним рішенням.
У серпні 1998 року Рональд Райт вирушив у ПАР на бій із небитим намібійцем Гаррі Саймоном. У рівному бою Райту присудили перемогу більшістю голосів суддів. Однак через деякий час, коли він уже переодягався у роздягальні, йому повідомили, що сталася помилка — насправді переміг більшістю голосів Саймон. Оскільки Райт не був відомий у світі, то скандалу не вийшло.
4 грудня 1999 року програв рішенням більшості чемпіону IBF в першій середній вазі Фернандо Варгасу.
9 вересня 2000 року Райт вийшов на елімінатор NABF та USBA проти старого знайомого Бронко Маккарта. На цей раз Райт переміг суперника одностайним рішенням.
Захистивши 16 грудня 2000 року титули NABF та USBA в бою проти Кіта Маллінгса (США), 12 жовтня 2001 року в бою проти Роберта Фрейзера (США) завоював вакантний титул чемпіона світу за версією IBF у першій середній вазі.
У 2002 та 2003 роках провів чотири захиста титулу, у тому числі втретє переміг Бронко Маккарта. Маккарт був дискваліфікований у дев'ятому раунді за постійні удари нижче пояса.
13 березня 2004 року вийшов на об'єднавчий бій з чемпіоном WBC і WBA (Unified) Шейном Мозлі і здобув перемогу одностайним рішенням. В реванші 20 листопада 2004 року знов переміг рішенням більшості.
Відмовившись від титулів у першій середній вазі через перехід до середньої ваги, 2005 року здобув перемоги над Феліксом Трінідадом (Пуерто-Рико) і Семом Соліманом (Австралія). 17 червня 2006 року вийшов на бій проти чемпіон світу за версіями WBC і WBO у середній вазі Джермейна Тейлора (США). Поєдинок завершився нічиєю розділеним рішенням суддів. Після цього провів ще чотири боя, зазнавши в них трьох поразок.